# اندیس نیگنان ۱
نیگنان ۱ یک اندیس فلزی است که در حوالی شهر عشق آباد استان خراسان قرار دارد و مادهٔ معدنی موجود در آن، سرب است. سنگ میزبان این اندیس آهک (سازند قلعه دختر) است و دیرینگی آن به دوران ژوراسیک میانی - بالایی می‌رسد.